# David Toradze
David Toradze   (Tbilisi, 14 d'abril de 1922 - Tbilisi, 8 de novembre de 1983) va ser un compositor i professor universitari georgià.
El 1939, Toradze va completar deu anys d'estudis de piano i composició al Conservatori de Tbilisi amb Sarguís Barkhudarian i piano amb Anastassia Virsaladze. Després va continuar els estudis de composició al Conservatori de Moscou amb Reinhold Glière, que va completar el 1941.
El 1951 va completar els estudis de postgrau al Conservatori de Tbilisi. Des de 1953 Toradze va ensenyar orquestració i composició a Tbilisi. L'any 1973 va ser nomenat professor. Toradze també va treballar per als estudis de cinema georgians i per al teatre. Toradze era membre de la junta de l'Associació de Compositors de Geòrgia.
Toradze va escriure cançons i romanços basats en poemes de poetes georgians, així com música per a teatre i cinema. Va escriure les òperes Suramis Ziche (1942), Gola (La crida de la muntanya, Tbilisi 1947), Newesta sewera (La núvia del nord, ibíd. 1958), les comèdies musicals Natela (ídem. 1948) i Mstitle (The Avenger), ídem. 1949), els ballets Gorda (ídem. 1949) i Sa mir (Per la pau, idem. 1953) així com les següents obres orquestrals: dues simfonies, un concert per a piano, poemes simfònics, tres suites i diversos ballets.
Toradze va morir a Tbilisi, el 7 de novembre de 1983. Va ser enterrat al cementiri d'honor de Didube-Panteon a Tbilisi.

## Vida personal
Toradze estava casat amb l'actriu Liana Assatiani. Un dels fills de la parella va ser el pianista Alexander Toradze.